# Julesburg
Julesburg è un centro abitato (town) degli Stati Uniti d'America, capoluogo di contea della contea di Sedgwick dello Stato del Colorado. Nel censimento del 2000 la popolazione era di 1.467 abitanti.

## Geografia fisica
Secondo i rilevamenti dell'United States Census Bureau, Julesburg si estende su una superficie di 3,3 km².